# Панарет Константину
Панарет (на гръцки: Πανάρετος) е гръцки православен духовник.

## Биография
Роден е през 1785 година в тракийското градче Хошкьой (Хора). Служи като велик протосингел на Вселенската патриаршия. През септември 1824 е избран филаделфийски митрополит.
През февруари 1838 година е избран за митрополит на Търново, където пристига на 6 юни 1838 година. Панарет влиза в тежък конфликт с местната българска общност, обвиняваща го в корупция, и през 1840 година е отстранен. Според Симеон Радев, Панарет, който е бивш панаирски борец, задига от олтарите светите чаши, за да ги претопи в прибори за трапезата си.
От 1848 до 1878 година е ираклийски митрополит.
Панарет Ираклийски умира на 9 май 1878 година в Цариград.